# Liber feudorum Ceritaniae

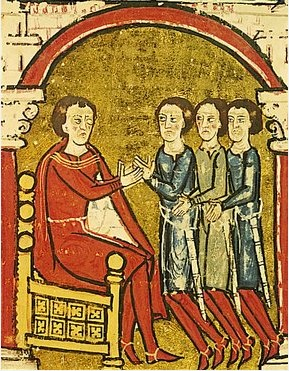
Miniature du Liber

Le Liber feudorum Ceritaniae est, comme son titre latin l'indique, un livre (liber, en fait un cartulaire) enregistrant les fiefs (feudi) dans les comtés du comté de Cerdagne (Ceritania), qui à l'époque comprenait les anciens comtés du Roussillon et du Conflent, ainsi que les obligations féodales du comte et de ses vassaux. Il est conservé dans le Arxiu de la Corona d'Aragó (Cancelleria Reial, reg. No. 4) et se compose de 272 folios, contenant 379 chartes et 32 miniatures colorées sur un fond d'or. Il a probablement été initialement copié à partir d'une partie du Liber feudorum maior (LFM), qui est plus ancien de plusieurs décennies. Il contient en effet tous les documents relatifs à la Cerdagne et le Roussillon contenus dans le LFM et exactement dans le même ordre, ainsi que six autres documents. La majorité des chartes date des années 1172-6.
Le texte du Liber peut probablement être daté entre 1200 et 1209, bien que Laurent McCrank lui attribue une date postérieure vers 1237-1241. Dans la dernière année, Pierre II d'Aragon a occupé les comtés de Cerdagne et le Roussillon et les a donnés à son oncle Sanche, qui avait été dépossédé d'eux en 1185 par son frère, le père de Pierre, Alphonse II, qui fut roi pendant la période où la plupart des chartes ont été faites. La plus ancienne charte de la collection date du règne de Lothaire Ier. 
Ce document est peut-être le premier et le seul complet représentant d'un vaste projet régional de libri feudorum destinés à accompagner le LFM, qui lui-même est resté inachevé.

## Miniatures
Les 32 miniatures sont, à l'exception de celle sur le premier folio, de la main d'un seul artiste. Il y en a une pour chaque document dans le cartulaire et elles sont comparables en taille, avec une hauteur maximale de 11,5 cm et une largeur maximale de 9,5 cm. Elles se ressemblent toutes dans leur contenu, représentant le comte recevant ses vassaux, leurs mains entre les siennes ou négociant avec eux assis sur son trône. La scène est toujours représentée dans un intérieur délimité par de grands arcs et des colonnes. Malgré cela, les miniatures attendent d'être étudiées sur les plans artistiques ou iconographiques.
La miniature du premier folio, œuvre d'un artiste différent, représente Isarn et Dalmau, seigneurs de Castellfollit, rendant hommage à Guifred II de Cerdagne. Elle est d'une taille plus grande que celle des autres miniatures et est peinte dans un style byzantin qui devient dominant en Catalogne autour de 1200. Cet artiste a été identifié avec le peintre des devants d'autel de Sant Sadurní Rotgers et d'Avia. Il a également illustré un manuscrit d'Augustin d'Hippone, le De civitate Dei.
L'artiste des 31 autres miniatures était probablement catalan d'origine, habitué aux peintures d'autels. Il semble influencé par la production contemporaine des émaux, en particulier ceux de l'école française centrée sur le sud de Limoges et active à la  fin du XIIe siècle  et au début du XIIIe siècle. Douze des miniatures sont inachevées et révèlent que la couleur et le fond d'or ont été ajoutés par-dessus le dessin préalable. Bien que ces miniatures ne soient pas artistiquement remarquables, elles constituent un dossier documentaire riche des figures majeures catalanes de l'époque :
- Le folio 6v. dépeint une convention entre Folch, évêque d'Urgell et le comte Guillaume Ier de Cerdagne concernant le château de Cardona, dont le seigneur était Folch[7].
- Le folio 9v. représente Saint Armengol, évêque d'Urgell, prêtant serment de fidélité à Guillaume II de Cerdagne.
- Le folio 71 représente les fiançailles de Gausfred III de Roussillon avec Ermengarde, fille du vicomte Trencavel Bernard Aton IV et son épouse de Provence. Ces représentations étaient rares dans les manuscrits médiévaux.
- Le folio 73 représente Alphonse le Batailleur, roi d'Aragon, recevant les hommages des hommes du comte défunt de Roussillon, Girard.

## Galerie

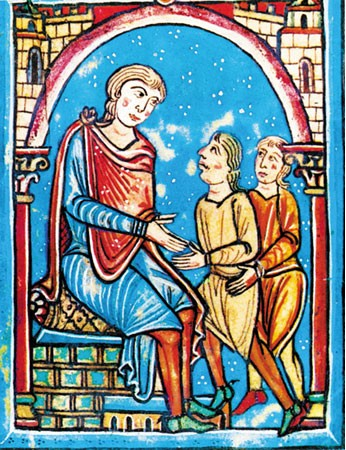
Isarn et Dalmau, seigneurs de Castellfollit, rendant hommage à Guifred II de Cerdagne
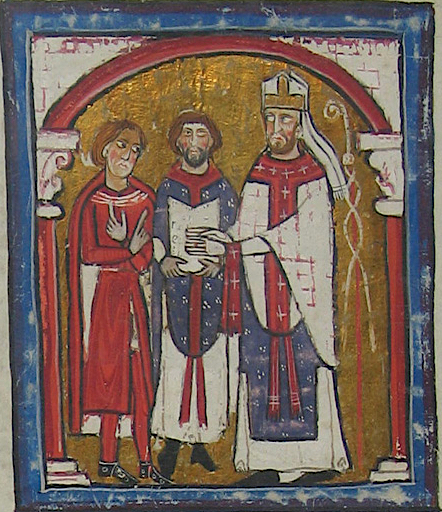
Saint Armengol, évêque d'Urgell, prêtant serment de fidélité à Guillaume II de Cerdagne.
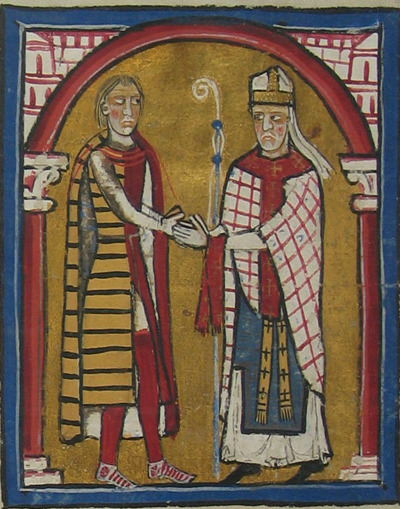
Convention entre Folch, évêque d'Urgell et le comte Guillaume Ier de Cerdagne concernant le château de Cardona.
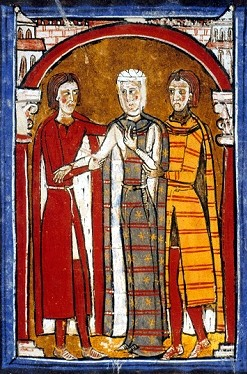
Fiançailles de Gausfred III de Roussillon.
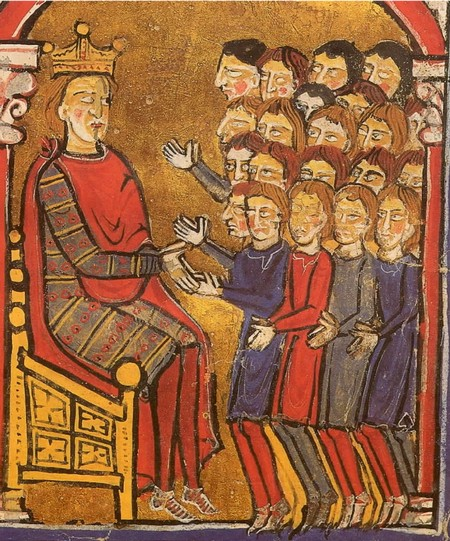
Alphonse le Batailleur recevant l'hommage des hommes du comte Girard

### Sources et bibliographie
- (en) Cet article est partiellement ou en totalité issu de l’article de Wikipédia en anglais intitulé « Liber feudorum Ceritaniae » (voir la liste des auteurs).
- Martí de Riquer i Morera,  Història de la Literatura Catalana, 1964, vol. 1. Barcelone, Edicions Ariel.